# Postgeschichte und Briefmarken von Ruanda
Die ersten Briefmarken die in Ruanda verwendet wurden, waren ab 1885 jene von Deutsch-Ostafrika. Nach 1916 folgten Briefmarken von Ruanda-Urundi und nach der Unabhängigkeit zum 1. Juli 1962 eigene Briefmarken bis heute. Die Postverwaltung besitzt kein Monopol mehr, sondern arbeitet mit einer Lizenz der Rwanda Utilities Regulatory Authority.

## Briefmarkenausgaben

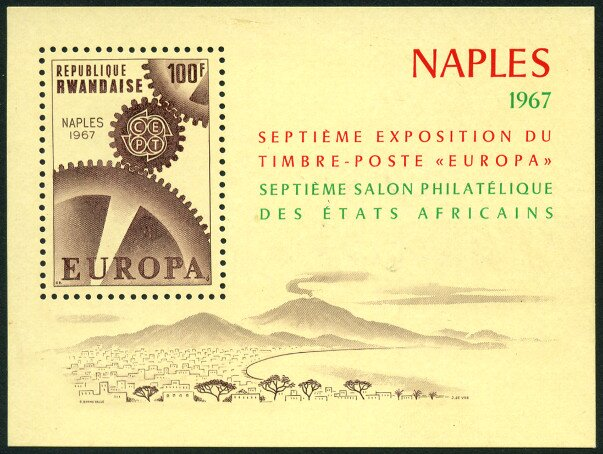
Als der für Ruanda tätige Grafiker Oscar Bonevalle die Europa-Gemeinschaftsaugabe entwarf, beteiligte sich Ruanda einmalig mit einer Blockausgabe

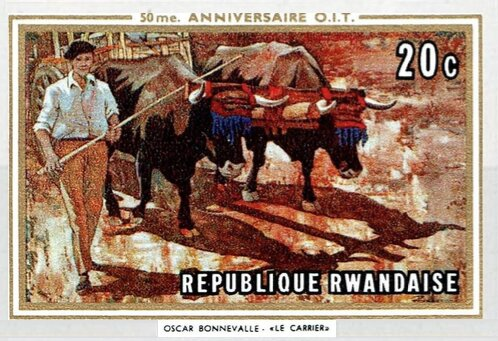
Gemälde von Oscar Bonnevalle, abgebildet in der Gemäldeserie

### Sujets
Wie andere Postverwaltungen Afrikas bediente die ruandische Post insbesondere Motivsammler aus der ganzen Welt. Während jedoch andere Länder auf eine überbordende Anzahl von fast beliebigen Sujets setzten, kann die Ausgabepolitik Ruandas als gemäßigt gelten, noch dazu wurde auf einen Kontext zu dem Land wert gelegt, etwa bei Motiven aus der Flora und Fauna. Auch die Wertstufen entsprachen den Portostufen.
Viele internationale Ereignisse (z. B. Briefmarkenausstellungen) und Jahrestage (z. B. die französische Revolution) wurden durch Gemälde wiedergegeben, neben Altmeistern wurden auch zwei Gemälde abgebildet, die von den zwei wichtigsten Grafikern ruandischer Briefmarken stammen, von Jean van Noten (Mi.Nr. 362 von 1969) und von Oscar Bonnevalle (Mi.Nr. 556 von 1973).
Für hohe Druckqualität sorgte die Vergabe an die renommierten Druckhäuser wie De La Rue, Courvoisier, The House of Questa Limited, Harrison and Sons, Joh. Enschedé, Heraclio Fournier und der Österreichischen Staatsdruckerei.
Viele Ausgaben waren in gezähnt („A“) und ungezähnt („B“) erhältlich, beide kommen postalisch vor (und somit anders als bei sogenannten Raubstaaten). Einige Briefmarken wurden ohne Gummierung an die Postämter geliefert, welche ein unterschiedliches Sortiment an Ausgaben führten.
Auch bei der Gestaltung wurde auf ein hohes Niveau wert gelegt: Nahezu alle Ausgaben wurden von berühmten (zumeist belgischen) Grafikern gestaltet, darunter Jean van Noten, Oscar Bonnevalle, Mark Severin, L Dobone und die Comiczeichner Louis Santels („Tenas“) und Jacques Devos.
Die Landesbezeichnung auf den Briefmarken wechselte 1977 von Republique Rwandaise zu Rwanda.
In Kleinauflage gab es auch épreuves de luxe, Grafiken auf dickerem Papier von Briefmarken als Geschenk der Postverwaltung.

### Bewertung der Briefmarken heute
Die meisten Postverwaltungen belieferten Sammler, welche das Gebiet „komplett, im Abonnement“ bezogen, so dass hunderttausende identische Sammlungen entstanden. Die ruandische Post hingegen hatte als Zielgruppe von Philatelisten nahezu nur Motivsammler, die nur an einzelne Ausgaben interessiert waren. Zusätzlich wurde viele Kontingente an der Variante „B“  von einzelnen Händlern erworben, beispielsweise 2/3 der Auflage von 1500 bei Block 84B an Philswiss (die sie in einem Album  „Ungezähnte Weltraritäten Album“ anbot). Eine einigermaßen vollständige Sammlung ruandischer Briefmarken stellt daher eine philatelistische Herausforderung dar.
2009 wurde das Archiv der Druckerei Heraclio Fournier in Vitoria, Spanien aufgelöst und versteigert, darunter zahlreiche Entwürfe und Muster für Briefmarken Ruandas. Somit gelangten Einzelstücke in Sammlerhände, die normalerweise nicht zu finden sind.

### Reduktion der Ausgaben und Fälschungen
In den 1990er Jahren reduzierte Ruanda die Anzahl der Ausgaben. Als moderne Formen der Freimachung aufkamen, stellte das Land nach 1999 die Ausgabe von Briefmarken nahezu ein. Diese Lücke und Unkenntnis des Sammelgebiets durch Sammler wurde von Betrügern genutzt, Phantasieprodukte auf den Markt zu bringen, welche die Aufschrift Ruanda tragen, jedoch keine Briefmarken sind. Der Grund: Sie besaßen nie Frankaturgültigkeit oder wurden von einem Postunternehmen herausgegeben. Als Motive sind beispielsweise Feuerwehrfahrzeuge, Autos und Fußball-Unternehmen abgebildet.

### Abbildungen

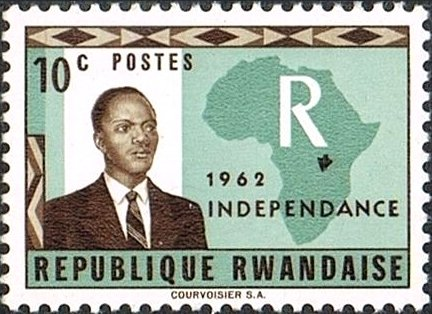
Mi.-Nr. 1 von 1962
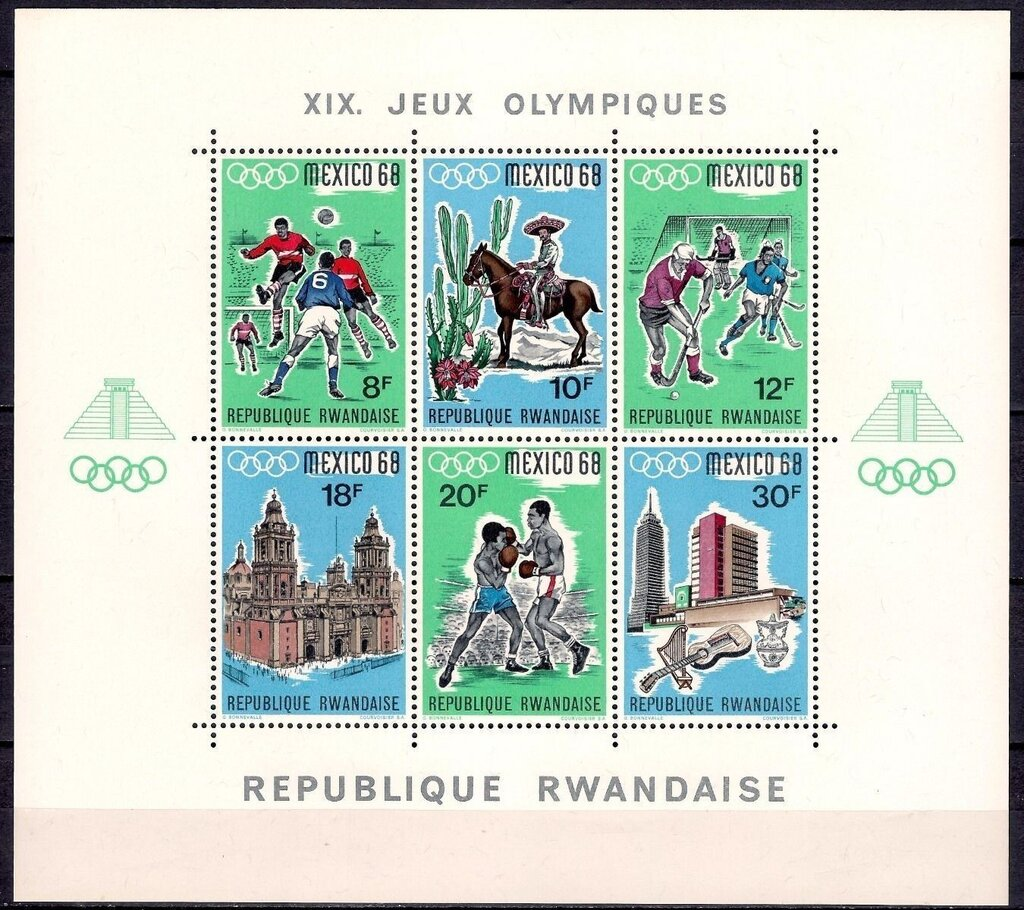
Mi.-Nr. Block 13 A von 1968
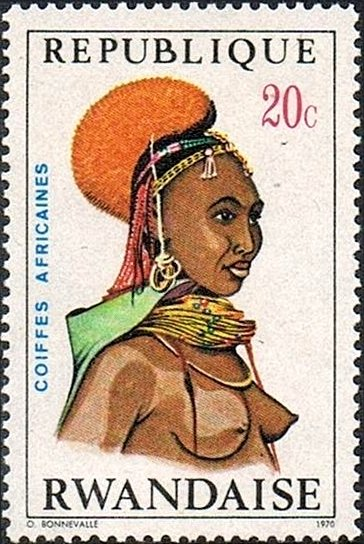
Mi.-Nr. 439 A (gezähnt 13½) von 1971
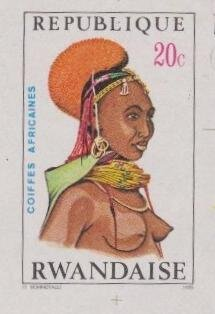
Mi.-Nr. 439 B (geschnitten) von 1971